# Los Rougon-Macquart
Los Rougon-Macquart es un conjunto de 20 novelas, escritas por Émile Zola entre 1871 y 1893. Lleva como subtítulo Historia natural y social de una familia bajo el segundo imperio. Este conjunto de novelas marcan el triunfo del movimiento literario llamado «naturalismo», del que Zola, junto a Edmond y Jules Goncourt y Guy de Maupassant, es el principal representante.

## Contenido
Inspirada en La comedia humana de Balzac, la obra pretende estudiar los defectos hereditarios de una familia originaria de Plassans a lo largo de cinco generaciones, desde la antepasada Adelaida Fouque, nacida en 1768, hasta un niño nacido fruto de la relación incestuosa entre Pascal Rougon y su sobrina Clotilde en 1874. Pretende también describir la sociedad durante el Segundo Imperio de manera exhaustiva, sin olvidar ninguno de los componentes de esta sociedad, dando cabida a las grandes transformaciones que se producen en esta época: urbanismo parisino, grandes almacenes, desarrollo del ferrocarril, aparición del sindicalismo moderno, etcétera. Esta mezcla e interacción entre lo privado (la familia Rougon-Macquart) y lo público (el Segundo Imperio), o dicho de otra manera, de la historia (con minúscula o «intrahistoria», como dirá más tarde Miguel de Unamuno) con la Historia (con mayúscula) será el reto que se propone el autor. Así lo precisa en el prefacio a la primera novela de la serie: «Quiero explicar cómo una familia, un pequeño grupo de seres humanos, se comporta en una sociedad, desarrollándose para engendrar diez o veinte individuos que parecen, a primera vista, profundamente distintos, pero cuyo análisis los muestra íntimamente ligados unos a otros. La herencia tiene sus leyes, como la gravedad».

## Genealogía y herencia
Aun antes de redactar la primera novela de la serie, Zola había elaborado en 1868 y en 1869 un árbol genealógico de sus personajes. Modificado en 1878, luego en 1889, el árbol tendrá su versión definitiva en 1893, con la publicación de Le Docteur Pascal, última obra de la serie. Cada miembro de la familia Rougon-Maquart cuenta con un recuadro compuesto de tres partes: un breve resumen cronológico de su vida, sus tendencias hereditarias y su profesión (y detalles acerca de su vida actual si no ha fallecido). En cuanto a la herencia, Zola se inspiró en el trabajo del doctor Claude Bernard (1813-1878), del que toma términos tales como élection («elección» en español, similitud exclusiva con uno de los dos progenitores), mélange soudure («mezcla soldadura», fusión de los rasgos del padre y de la madre en un mismo descendiente) o innéité («atavismo», ausencia de rasgos hereditarios). A modo de ejemplo, aquí está la descripción de tres personajes entre los más famosos:
- Gervaise (La Taberna): nacida en 1828. Tiene dos hijos (Étienne y Jacques) de un amante, Lantier, cuya ascendencia cuenta con paralíticos, que la trae hasta París y la abandona. Se casa en 1852 con un obrero, Coupeau, de familia alcohólica, con quien tiene una hija. Muere alcohólica en la miseria en 1869. Elección del padre. Concebida en la embriaguez. Coja. Lavandera.
- Étienne Lantier (Germinal): nacido en 1846. Mezcla soldadura. Parecido físico con la madre, luego con el padre. Minero. Vive en Montsou, luego en Numea.
- Jacques Lantier (La bestia humana): nacido en 1844, muere en 1870 en un accidente. Elección de la madre. Similitud física con el padre. Herencia del alcoholismo volviéndose una locura homicida. Estado de crimen. Mecánico.

Hoy, tales descripciones han quedado obsoletas, como las teorías sobre la herencia largamente explicadas en Le Docteur Pascal. Pero Zola trata de afirmar que, en la novela naturalista, ya no existen barreras entre ciencia y literatura. Estas concepciones están próximas a la teoría de la degeneración, entonces muy popular en los ámbitos científicos y médicos. Los detractores de Zola se burlaron de su árbol. Alphonse Daudet dijo que si él hubiera tenido semejante árbol genealógico, se habría colgado de la rama más alta.

## Novelas
| Número | Publicación | Título                       | Título en español            | Fecha de la acción | Rougon-Macquart                  | Generación |
| ------ | ----------- | ---------------------------- | ---------------------------- | ------------------ | -------------------------------- | ---------- |
| 1      | 1871        | La Fortune des Rougon        | La fortuna de los Rougon     | 1851               | Pierre Rougon                    | 1          |
| 2      | 1872        | La Curée                     | La jauría                    | 1852-1858          | Aristide Rougon-Saccard          | 2          |
| 3      | 1873        | Le Ventre de Paris           | El vientre de París          | 1857-1858          | Lisa Macquart-Quenu              | 2          |
| 4      | 1874        | La Conquête de Plassans      | La conquista de Plassans     | 1858-1864          | François y Marthe Mouret         | 2          |
| 5      | 1875        | La Faute de l'abbé Mouret    | El pecado del Abate Mouret   | 1866               | Serge Mouret                     | 3          |
| 6      | 1876        | Son Excellence Eugène Rougon | Su Excelencia Eugenio Rougon | 1858-1861          | Eugène Rougon                    | 2          |
| 7      | 1877        | L'Assommoir                  | La Taberna                   | 1850 - 1869        | Gervaise Macquart                | 2          |
| 8      | 1878        | Une page d'amour             | Una página de amor           | 1854 - ¿?          | Hélène Mouret-Grandjean          | 2          |
| 9      | 1880        | Nana                         | Nana                         | 1865 - 1870        | Anna Coupeau                     | 3          |
| 10     | 1882        | Pot-Bouille                  | Miseria humana               | 1862 - 1863        | Octave Mouret                    | 3          |
| 11     | 1883        | Au Bonheur des Dames         | El paraíso de las damas      | 1864 - 1869        | Octave Mouret                    | 3          |
| 12     | 1884        | La Joie de vivre             | La alegría de vivir          | 1862-1869          | Pauline Quenu                    | 3          |
| 13     | 1885        | Germinal                     | Germinal                     | 1866 - ¿?          | Étienne Lantier                  | 3          |
| 14     | 1886        | L'Œuvre                      | La Obra                      | 1867 - 1869        | Claude Lantier                   | 3          |
| 15     | 1887        | La Terre                     | La Tierra                    | 1860 - 1869        | Jean Macquart                    | 2          |
| 16     | 1888        | Le Rêve                      | El Sueño                     | 1860 - 1869        | Angélique Rougon                 | 3          |
| 17     | 1890        | La Bête humaine              | La bestia humana             | 1870               | Jacques Lantier                  | 3          |
| 18     | 1891        | L'Argent                     | El Dinero                    | 1864 - 1867        | Aristide Saccard                 | 2          |
| 19     | 1892        | La Débâcle                   | El Desastre                  | 1870 - 1871        | Jean Macquart                    | 2          |
| 20     | 1893        | Le Docteur Pascal            | El Doctor Pascal             | 1872 - 1874        | Pascal Rougon y Clotilde Saccard | 2          |

Las fechas de la acción de la novela son aproximativas. 
Las novelas se pueden leer de manera independiente, aunque para una mejor comprensión de la cronología es preferible leerlas en el orden de su publicación. En general, La fortuna de los Rougon es la novela que abre la saga y presenta a sus principales personajes, y El Doctor Pascal cierra el ciclo de Les Rougon-Macquart. Algunas novelas parecen ser "continuaciones" de otras: La conquista de Plassans conduce a El pecado del Abate Mouret; Miseria humana se prolonga en El paraíso de las damas; La jauría se extiende en El Dinero, y La Tierra continúa en El Desastre.

## Los personajes

### Los epónimos
Adélaïde Fouque:
Nacida en 1768, hija de un rico horticultor, está afectada por ligeros problemas mentales. Propensa a crisis nerviosas y a convulsiones, muestra cierta incompatibilidad con el mundo exterior, y su comportamiento es a menudo pueril. En 1786 se casa con Rougon, su jardinero, y de esta unión nace su hijo Pierre. A partir de 1789, tras la muerte de Rougon, vive en concubinato con Maquart, un contrabandista perezoso y bebedor. Aunque sufre maltrato por parte de su amante, Adélaïde siente un profundo amor por él. De esta unión nacen dos hijos, Antoine y Ursule. Adélaïde se siente culpable de no haberse ocupado bastante de Pierre por priorizar sus deseos de mujer sobre sus obligaciones de madre. Sin embargo, Pierre la despoja de sus bienes. Más tarde se ocupará de Silvère Mouret, su nieto, y después de su ejecución cae definitivamente en la locura. Queda internada en el asilo de las Tulettes, donde morirá a los 105 años.
Rougon:
Jardinero, marido de Adélaïde Fouque. Tiene un hijo y muere poco tiempo después de su nacimiento. 
Macquart:
Contrabandista y amante de Adélaïde Fouque, con quien tiene dos hijos. No parece intrínsecamente malo, solo perezoso y bebedor. Por su causa, el linaje de los Macquart estará marcado por una tendencia al alcoholismo. Muere a manos de un aduanero.

## Recepción en España

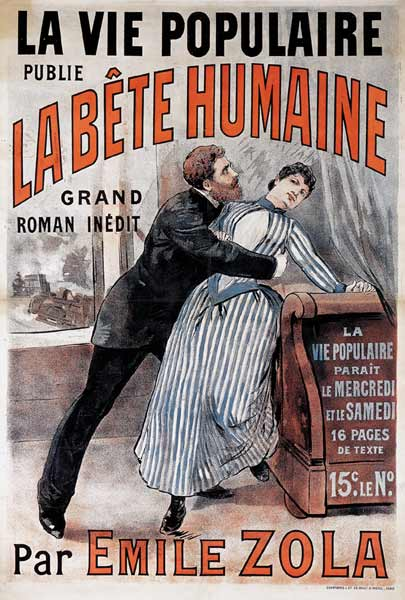
Litografía anunciando la publicación de La Bête humaine en el periódico La Vie Populaire, 1889.

En España, la obra novelesca de Zola fue recibida con no poca polémica. Los críticos tradicionales acusaron al autor de materialista y descreído. Pero tuvo muchos y fervientes lectores, aunque hubo que esperar hasta 1880 para que aparecieran las primeras traducciones. Ese año, aprovechando el éxito de Nana, se tradujeron las tres últimas novelas de la colección publicadas en Francia. Después, a partir de Germinal, se tradujeron todas las novelas el mismo año de su edición en Francia, a veces por distintos traductores y para editoriales diferentes. Al mismo tiempo que se traducían las nuevas novelas, fueron apareciendo traducciones de las primeras novelas de la serie que no habían sido traducidas en el momento de su aparición en Francia. Walter T. Pattinson en el libro que se cita, recoge todas las traducciones de Zola al castellano hechas en el siglo XIX. En la lista de los títulos de la serie se pueden ver entre paréntesis las fechas de publicación en Francia y en España y el título de la primera traducción, que no siempre se corresponde con el actual. 
A partir de 1939, prácticamente su obra estaba descatalogada y hubo que esperar hasta finales de los años 60 para que la editorial Lorenzana de Barcelona se propusiera, por primera vez en España, la edición sucesiva y completa de toda la serie. El responsable de esa traducción fue Mariano García Sanz (Barcelona, 1916 - Barbastro, 1966), que murió sin ver editados los últimos volúmenes de su traducción. Esta edición es hoy muy difícil de encontrar, aunque algunas de sus versiones han sido utilizadas posteriormente por diversas editoriales (como la traducción de Germinal para Ediciones de la Torre con prólogo de Francisco Caudet).
A finales del siglo XX y comienzos del XXI hubo algunos intentos, nunca culminados, de traducir la serie completa. Las principales novelas de la serie (Germinal, especialmente) han sido editadas en numerosas ocasiones, pero hay unas cuantas menos populares (Pot-Bouille, La Joie de vivre o Le Docteur Pascal) de las que no existe en el mercado español ninguna versión moderna.